# Karbonáři
Karbonáři (carbonari, italsky „uhlíři“) byla neformální síť tajných revolučních společností působících v Itálii zhruba od roku 1800 do roku 1831. Sami byli ovlivněni zednářstvím (místo zednické symboliky a terminologie ovšem zvolili uhlířskou) a později ovlivnili další revoluční skupiny ve Francii, Řecku, Španělsku, Portugalsku, Rumunsku, Rusku, Brazílii a Uruguayi. Ačkoli jejich cíle měly často vlasteneckého a liberálního ducha, chyběla jim konkrétní politická agenda a strategie. Oslovovali Italy, kteří nebyli spokojeni s represivní politickou situací v zemi zejména po roce 1815 na jihu poloostrova. Účastnili se důležitých událostí v procesu sjednocování Itálie (risorgimenta), zejména neúspěšné revoluce v roce 1820, a dalšího vývoje italského nacionalismu. Jejich hlavním cílem bylo porazit tyranii a nastolit ústavní vládu. Na severu Itálie s nimi souvisely další skupiny, například Adelfia a Filadelfia.